# Kozacy: Europejskie boje
Kozacy: Europejskie boje (Cossacks: European Wars) – RTS stworzony przez ukraińską firmę GSC. Firma ta postawiła sobie za cel stworzenie gry strategicznej, która dawałaby graczowi możliwość wzięcia udziału w licznych kampaniach wojennych, w które uwikłane były państwa europejskie w XVII i XVIII wieku. Mowa tu o takich wydarzeniach jak wojna trzydziestoletnia, wojna północna, wojna o sukcesję hiszpańską czy wojna o niepodległość Ukrainy.
Do gry zostały wydane dwa dodatki: Kozacy: Sztuka wojny oraz Kozacy: Powrót na wojnę.
Bardzo podobną grą wykorzystującą nieco zmodyfikowany silnik Cossack: Europeans Wars jest American Conquest, do którego weszły dwa samodzielne dodatki: American Conquest: Odwet oraz American Conquest: Północ-Południe.

## Rozgrywka
W grze występuje 6 surowców o kluczowym znaczeniu dla zwycięstwa. Surowce te to kolejno: żywność, drewno, kamienie, złoto, żelazo i węgiel. Ostatnie trzy można uzyskać budując kopalnie w wyznaczonych miejscach i wysyłając do nich chłopów. Żywność pochodzi z uprawy zbóż i połowów. Drewno i kamienie są uzyskiwane z wycinki drzew i pracy w kamieniołomach, co wymaga odpowiednich obszarów na mapie. Zależnie od typu tworzonej jednostki czy budowanego budynku ilość surowców potrzebnych do produkcji wzrasta podwójnie z każdą zakończoną budową lub przeszkoleniem. Wyczerpanie zapasów danego surowca powoduje niepożądane skutki dla gracza – przykładowo brak żywności zakończy się głodem i jednostki zaczną umierać. Podobnie brak węgla czy żelaza (lub obu naraz) oznacza, że strzelcy i artyleria nie będą w stanie prowadzić ostrzału. Brak złota zakończy się z kolei buntem jednostek, które wymagają płacenia żołdu. Warto zaznaczyć jednak, że żaden z surowców na mapie nie może ulec całkowitemu wyczerpaniu – kamieniołomy, wycinki i kopalnie nie posiadają limitu surowców, jakie można z nich pozyskać. Podobnie pola uprawne po przeprowadzeniu odpowiednich ulepszeń.
Ważnym elementem rozgrywki jest podział na dwa okresy – XVII i XVIII wiek. Standardowa rozgrywka rozpoczyna się w XVII wieku. Oznacza to ograniczenie jednostek i dostępnych technologii do tych pochodzących z epoki. Dopiero po zbudowaniu odpowiednich budynków i uzbieraniu właściwej dla każdej nacji liczby żywności, złota i żelaza możliwe jest "przejście" do XVIII wieku. Zapewnia to szereg nowych jednostek i udoskonaleń, a także nowy typ koszar, produkujący XVIII-wieczną piechotę. Niektóre nacje są ograniczone wyłącznie do okresu XVII wieku.
Całość gospodarki opiera się na pracy chłopów, którzy mogą spełniać wiele zadań. Także jako jednostki bojowe. Należy jednak pamiętać, że mogą oni zostać pojmani przez wrogie jednostki wojskowe i przejść na ich stronę.
Kozaków od reszty gier RTS odróżnia możliwość tworzenia formacji jednostek wojskowych. Formacje powstają ze zgrupowania przy pomocy oficera i dobosza 15, 36, 72, 120 lub 196 takich samych jednostek piechoty. Dostępne są trzy różne ustawienia formacji o różnym zastosowaniu taktycznym, przydatnym tak przy ataku, jak i obronie.
Ustawienia te to kolumna, czworobok oraz kwadrat z chronionym wewnątrz oficerem, doboszem i potencjalnymi innymi jednostkami. Formacja zapewnia żołnierzom nieznaczne zwiększenie siły ataku wręcz oraz obronę. Zgrupowanym jednostkom można wydać polecenie utrzymywania pozycji, co ułatwia zabezpieczanie określonych pozycji oraz unikanie prowokacji ze strony wroga.
Także kawalerzyści mogą tworzyć formacje, składające się z od 40 do 160 jeźdźców oraz operować na tych samych zasadach co formacje piechoty, jednak do ich powołania nie jest potrzebny oficer ani dobosz. W przypadku jednostek kawaleryjskich ustawienie formacji ma znacznie większy wpływ tak na siłę ataku jak i na obronę jednostek.
Ulepszenia dotyczące parametrów uzbrojenia i obrony poszczególnych typów jednostek mogą zostać przeprowadzone w koszarach i stajniach, natomiast udoskonalenia o bardziej ogólnym znaczeniu (przykładowo zwiększenie siły ognia wszystkich strzelców) są dostępne w kuźni i uniwersytecie (lub minarecie w przypadku nacji muzułmańskich). Uniwersytety i minarety są niezbędne do tworzenia oficerów, doboszów oraz powoływania formacji. Istnieje wiele sposobów kierowania armią stworzonych przez graczy podczas rozgrywek sieciowych.
Artyleria w grze jest podzielona na moździerze, działa, działka wielolufowe i haubice. Wszystkie mają swoje określone cechy dopasowane do konkretnej sytuacji, jednak mogą okazać się bezużyteczne w innej. Moździerze służą do bombardowania z dużej odległości budynków i okrętów wroga. Odłamki pocisku oraz gruz z budynku są zabójcze dla wszystkich jednostek w pobliżu. Działa stanowią główną siłę artylerii w Kozakach, ze swoim dobrym zasięgiem i dużą siłą strzału, jednak nie są one specjalnie skuteczne przeciwko budynkom. Działa potrafią wystrzeliwać kartacze z krótkiego dystansu do jednostek przeciwnika. Równocześnie działka wielolufowe (które trzeba najpierw odkryć w akademii, przy czym nie wszystkie nacje mają do nich dostęp) strzelają wyłącznie kartaczami i przeładowują się znacznie szybciej niż jakikolwiek inny typ artylerii. Haubice mają najkrótszy zasięg strzału, jednak jego siła jest z kolei największa. Do tego kula leci parabolicznie, dlatego ukształtowanie terenu czy mury obronne nie będą stanowić dla nich przeszkody. Artyleria wymaga eskorty innych jednostek, ponieważ podobnie jak chłopi może zostać przejęta przez wroga. Artyleria podlega szeregowi ulepszeń, zwiększających jej zasięg, celność i wytrzymałość oraz zmniejszających koszt i czas produkcji.
Gracz może także zbudować łodzie rybackie i okręty, ograniczone w wyborze do jachtów, galer, fregat i okrętów liniowych. Ukraina, jako nacja typowo lądowa, jest ograniczona wyłącznie do galer. Turcja i Algieria zamiast fregat mogą budować szebeki o porównywalnej sile. Okręty mogą służyć do zdominowania akwenów jak i bombardowania wybrzeża. Najsilniejszą jednostką w grze jest właśnie okręt liniowy, zdolny prowadzić silny ostrzał artyleryjski na ogromne odległości. Gracz może budować także promy służące do przerzucania dużych ilości wojsk. Większe okręty wymagają złota do swojego utrzymania. W razie zużycia całego posiadanego zapasu załoga zbuntuje się przeciwko dotychczasowemu właścicielowi. Wielu graczy widząc kurczące się zapasy złota często wysyła swoje okręty na wrogie wody, gdzie zbuntowane jednostki nie są już ich problemem.
Jednostki strzelające (a więc wszelkiej maści muszkieterzy, strzelcy, janczarzy itp) potrzebują czasu na przeładowanie po oddaniu salwy. W przypadku jednostek z XVII wieku oznacza to, że są one całkowicie bezbronne w czasie przeładowywania – nie są w stanie walczyć wręcz (bagnet, zgodnie z realiami historycznymi, dostępny jest dopiero dla jednostek z XVIII). Wszystkie jednostki, które walczą na odległość potrzebują też odpowiedniego dystansu od wroga, by oddać strzał i zaczną się wycofywać, by pozyskać odpowiednią odległość jeśli przeciwnik będzie zbyt blisko. Niemal każdy typ strzelców posiada swoją własną odległość strzału. Możliwe jest przeprowadzenie serii ulepszeń, które skrócą znacznie czas przeładowywania broni, zwiększą obrażenia zadawane podczas strzału czy zmniejszą koszty produkcji jednostki.
Grenadierzy dzięki uzbrojeniu w granaty mogą niszczyć budynki oraz swoimi muszkietami prowadzić ostrzał wroga jak i podjąć walkę na bagnety, co czyni z nich najbardziej uniwersalną jednostkę gry. Budynki wojskowe (koszary, stajnie, ataszat wojskowy i fortyfikacje) mogą zostać zniszczone tylko przy użyciu artylerii lub grenadierów czy łuczników, podczas gdy wszystkie budynki cywilne mogą zostać przejęte przez wroga.
Ataszat wojskowy pełni funkcję punktu najmu jednostek. W zamian za złoto możliwe jest błyskawiczne powołanie słabszych wersji niektórych jednostek, które poza obniżoną żywotnością i siłą ataku nie podlegają także żadnym ulepszeniom. Każda nacja może zbudować tylko jeden ataszat. Mimo znacznie słabszych parametrów, jednostki najemne mogą poważnie namieszać na polu bitwy, ponieważ ich wygląd niczym nie różni się od tych wyszkolonych w normalny sposób. Osobliwością gry (być może jest to błąd programistów) jest fakt, że najemni dragoni nie muszą przeładowywać broni, co pozwala skutecznie nadrobić braki w sile strzału.

### Mapy
Kozacy oferują rozgrywkę na nieskończonej liczbie generowanych losowo map, co sprawia, że gra jest wprost niesamowicie grywalna. Gracze mogą określać przed rozpoczęciem rozgrywki ogólny typ mapy (ukształtowanie terenu, rozmieszczenie lądu, dostępność surowców, ich poziom startowy) oraz przeróżne opcje związane z przebiegiem rozgrywki. Gra oferuje pięć kampanii osadzonych w realiach historycznych. Dostępne są także pojedyncze mapy, z ustalonymi z góry celami i wybraną nacją.

## Produkcja
Kozacy: Europejskie boje została stworzona przez ukraińską firmę GSC Game World. Gra w swoich czasach zwracała uwagę wysoką jakością grafiki oraz (jak na ówczesne możliwości) dobrze odwzorowującą rzeczywistość. Innym chwalonym elementem jest rozbudowane drzewko technologiczne, składające się łącznie z ponad 300 ulepszeń.
Pierwsze plany stworzenia gry powstały w 1997, po wydaniu Age of Empires. Prace rozpoczęto w 1998 roku. Okres siedemnastego i osiemnastego wieku został wybrany specjalnie, ponieważ najbardziej oczywistym środowiskiem kontynuacji Age of Empires byłaby średniowieczna Europa, a "Kozacy" byli z góry planowani jako następca, a nie konkurent sławnej gry. Początkowo gra była planowana jako skierowana na rodzimy rynek konfrontacja na obszarach Ukrainy i Rosji, z uwzględnieniem wyłącznie czterech nacji (Ukrainy, Rosji, Turcji i Europy). Jednak po wystawie MILIA w Cannes, gdzie demo gry otrzymało bardzo entuzjastyczne i przychylne recenzje postanowiono zwiększyć liczbę nacji do szesnastu i sprzedaży gry na całym świecie. By umożliwić rozgrywkę z użyciem tysięcy jednostek (co jest do dziś cechą wyróżnikową serii), wybrano grafikę dwuwymiarową.
Z początkowej liczby czterech osób, które rozpoczęły pracę w 1998 roku, grupa rozrosła się do dwunastu w 2000 roku, kiedy projekt był już bliski ukończenia. Na różnych etapach pracy autorzy map i testerzy dołączali do zespołu.
W marcu 2001, "Kozacy: Europejskie boje" zawitali do sklepów.